# Copa Pan-Americana de Voleibol Feminino de 2010
O Copa Pan-Americana de Voleibol Feminino de 2010 foi a 9ª edição do torneio organizado pela União Pan-Americana de Voleibol (UPV), em parceria com a NORCECA e CSV, realizado no período de  18 a 26 de junho com as partidas realizadas  no Gimnasio del Centro de Alto Rendimento e  Gimnasio Reforma, localizados nas cidades mexicanas de  Tijuana e Rosarito, respectivamente;  após desistência da Venezuelacontou com a participação de onze países e com vagas para disputar a edição do Grand Prix de Voleibol de 2011
A Seleção Dominicana conquistou seu segundo título na competição;e a atacante do time campeão  Prisilla Rivera foi eleita a Melhor Jogadora (MVP) de toda competição.

## Seleções participantes
As seguintes seleções participaram da Copa Pan-Americana de Voleibol Feminino:
| Equipe               | Última participação |
| -------------------- | ------------------- |
| México               | (Sede), 9º em 2009  |
| Argentina            | 6º em 2009          |
| Brasil               | 1º em 2009          |
| Canadá               | 7º em 2009          |
| Costa Rica           | 8º em 2009          |
| Cuba                 | 11º em 2008         |
| Estados Unidos       | 4º em 2009          |
| Peru                 | 5º em 2009          |
| Porto Rico           | 3º em 2009          |
| República Dominicana | 2º em 2009          |
| Trinidad e Tobago    | 10º em 2009         |
| Venezuela            | 6º em 2008          |

Nota

A Seleção Venezuelana desistiu da competição antes do início do torneio, desfalcando o Grupo A.

## Formato da disputa
Inicialmente as onze seleções foram divididas em Grupos A e B, com o primeiro com um time a menos, em cada grupo as seleções se enfrentam entre si, e ao final dos confrontos a melhor equipe de cada grupo classifica-se automaticamente para as semifinais; já as segundas e terceiras posições disputaram as quartas de final (cruzamento olímpico), a sexta colocada do Grupo B finalizou na décima primeira posição.
As equipes posicionadas na quarta e quinta posição de cada grupo disputaram as classificações do quinto ao décimo lugares e a sexta colocada finalizou na décima primeira posição.
Os perdedores das quartas de final disputaram as classificações do sétimo ao nono lugares, já os  vencedores das quartas de final disputaram as semifinais e destes confrontos as melhores equipes fizeram a final e os perdedores a disputa do bronze.
A pontuação conforme regulamento da competição foi firmada da seguinte forma:
- Partida vencida = 2 pontos;
- Partida vencida = 1 ponto;
- Partida vencida = 1 ponto.

## Fase classificatória
Classificação

## Grupo A
|     |                      |     | Jogos | Jogos | Jogos | Resultados | Resultados | Resultados | Resultados | Resultados | Resultados | Sets | Sets | Sets  | Pontos | Pontos | Pontos |
| Pos | Equipe               | Pts | T     | V     | D     | 3–0        | 3–1        | 3–2        | 2–3        | 1–3        | 0–3        | V    | P    | R     | V      | P      | R      |
| --- | -------------------- | --- | ----- | ----- | ----- | ---------- | ---------- | ---------- | ---------- | ---------- | ---------- | ---- | ---- | ----- | ------ | ------ | ------ |
| 1   | Cuba                 | 11  | 4     | 4     | 0     | 0          | 3          | 1          | 0          | 0          | 0          | 12   | 5    | 2.400 | 411    | 367    | 1.120  |
| 2   | República Dominicana | 10  | 4     | 3     | 1     | 0          | 3          | 0          | 1          | 0          | 0          | 11   | 6    | 1.833 | 402    | 367    | 1.095  |
| 3   | Argentina            | 5   | 4     | 2     | 2     | 1          | 0          | 1          | 0          | 2          | 0          | 8    | 8    | 1,000 | 353    | 354    | 0.997  |
| 4   | Brasil               | 3   | 4     | 1     | 3     | 1          | 0          | 0          | 0          | 2          | 1          | 5    | 9    | 0.556 | 297    | 334    | 0.889  |
| 5   | Canadá               | 1   | 4     | 0     | 4     | 0          | 0          | 0          | 1          | 2          | 1          | 4    | 12   | 0.333 | 337    | 378    | 0.892  |

Resultados
| 18 de junho de 2010 16:00 P2P3 | Canadá         | 2 — 3                         | Argentina   | Gimnasio Reforma, Rosarito Público: 200 Árbitro(s): PUR Josmer Pérez CRC Marvin Mora |
| 18 de junho de 2010 16:00 P2P3 | 25 20 22 25 11 | Set 1 Set 2 Set 3 Set 4 Set 5 | 22 25 19 15 | Gimnasio Reforma, Rosarito Público: 200 Árbitro(s): PUR Josmer Pérez CRC Marvin Mora |

| 18 de junho de 2010 17:00 P2P3 | Cuba     | 3 — 1                   | Brasil   | Gimnasio del Centro de Alto Rendimento, Tijuana Público: 1 000 Árbitro(s): TTO Brian Charles MEX Daniel González |
| 18 de junho de 2010 17:00 P2P3 | 27 23 25 | Set 1 Set 2 Set 3 Set 4 | 25 17 21 | Gimnasio del Centro de Alto Rendimento, Tijuana Público: 1 000 Árbitro(s): TTO Brian Charles MEX Daniel González |

| 19 de junho de 2010 17:00 P2P3 | Brasil      | 1 — 3                   | República Dominicana | Gimnasio del Centro de Alto Rendimento, Tijuana Público: 1 500 Árbitro(s): MEX Daniel González PUR Josmer Pérez |
| 19 de junho de 2010 17:00 P2P3 | 14 25 19 23 | Set 1 Set 2 Set 3 Set 4 | 25 16 25             | Gimnasio del Centro de Alto Rendimento, Tijuana Público: 1 500 Árbitro(s): MEX Daniel González PUR Josmer Pérez |

| 19 de junho de 2010 18:00 P2P3 | Cuba  | 3 — 1                   | Canadá      | Gimnasio Reforma, Rosarito Público: 100 Árbitro(s): CRC Marvin Mora PER Walter Veras |
| 19 de junho de 2010 18:00 P2P3 | 21 25 | Set 1 Set 2 Set 3 Set 4 | 25 19 21 19 | Gimnasio Reforma, Rosarito Público: 100 Árbitro(s): CRC Marvin Mora PER Walter Veras |

| 20 de junho de 2010 16:00 P2P3 | Brasil   | 0 — 3                   | Argentina | Gimnasio Reforma, Rosarito Público: 125 Árbitro(s): CRC Marvin Mora USA Julie Voeck |
| 20 de junho de 2010 16:00 P2P3 | 13 15 22 | Set 1 Set 2 Set 3 Set 4 | 25        | Gimnasio Reforma, Rosarito Público: 125 Árbitro(s): CRC Marvin Mora USA Julie Voeck |

| 20 de junho de 2010 17:00 P2P3 | República Dominicana | 2 — 3                         | Cuba           | Gimnasio del Centro de Alto Rendimento, Tijuana Público: 1 200 Árbitro(s): TTO Brian Charles MEX Daniel González |
| 20 de junho de 2010 17:00 P2P3 | 29 25 19 25 12       | Set 1 Set 2 Set 3 Set 4 Set 5 | 31 23 25 23 15 | Gimnasio del Centro de Alto Rendimento, Tijuana Público: 1 200 Árbitro(s): TTO Brian Charles MEX Daniel González |

| 21 de junho de 2010 16:00 P2P3 | Canadá   | 0 — 3             | Brasil   | Gimnasio Reforma, Rosarito Público: 300 Árbitro(s): MEX Daniel González TTO Brian Charles |
| 21 de junho de 2010 16:00 P2P3 | 21 26 21 | Set 1 Set 2 Set 3 | 25 28 25 | Gimnasio Reforma, Rosarito Público: 300 Árbitro(s): MEX Daniel González TTO Brian Charles |

| 21 de junho de 2010 17:00 P2P3 | Argentina   | 1 — 3                   | República Dominicana | Gimnasio del Centro de Alto Rendimento, Tijuana Público: 1 000 Árbitro(s): PUR Josmer Pérez CRC Marvin Mora |
| 21 de junho de 2010 17:00 P2P3 | 14 25 28 20 | Set 1 Set 2 Set 3 Set 4 | '25 27 26 25         | Gimnasio del Centro de Alto Rendimento, Tijuana Público: 1 000 Árbitro(s): PUR Josmer Pérez CRC Marvin Mora |

| 22 de junho de 2010 16:00 [1.pdf P2]P3 | República Dominicana | 3 — 1                   | Canadá      | Gimnasio Reforma, Rosarito Público: 267 Árbitro(s): CRC Marvin Mora MEX Daniel González |
| 22 de junho de 2010 16:00 [1.pdf P2]P3 | 23 25                | Set 1 Set 2 Set 3 Set 4 | 25 20 23 14 | Gimnasio Reforma, Rosarito Público: 267 Árbitro(s): CRC Marvin Mora MEX Daniel González |

| 22 de junho de 2010 17:00 P2P3 | Cuba  | 3 — 1                   | Argentina   | Gimnasio del Centro de Alto Rendimento, Tijuana Público: 300 Árbitro(s): VEN Elvis Zamora TTO Brian Charles |
| 22 de junho de 2010 17:00 P2P3 | 23 25 | Set 1 Set 2 Set 3 Set 4 | 25 23 15 22 | Gimnasio del Centro de Alto Rendimento, Tijuana Público: 300 Árbitro(s): VEN Elvis Zamora TTO Brian Charles |

## Grupo B
|     |                   |     | Jogos | Jogos | Jogos | Resultados | Resultados | Resultados | Resultados | Resultados | Resultados | Sets | Sets | Sets  | Pontos | Pontos | Pontos |
| Pos | Equipe            | Pts | T     | V     | D     | 3–0        | 3–1        | 3–2        | 2–3        | 1–3        | 0–3        | V    | P    | R     | V      | P      | R      |
| --- | ----------------- | --- | ----- | ----- | ----- | ---------- | ---------- | ---------- | ---------- | ---------- | ---------- | ---- | ---- | ----- | ------ | ------ | ------ |
| 1   | Estados Unidos    | 15  | 5     | 5     | 0     | 5          | 0          | 0          | 0          | 0          | 0          | 15   | 0    | MAX   | 377    | 213    | 1.770  |
| 2   | Peru              | 12  | 5     | 4     | 1     | 4          | 0          | 0          | 0          | 0          | 1          | 12   | 3    | 4,000 | 364    | 258    | 1.411  |
| 3   | Porto Rico        | 9   | 5     | 3     | 2     | 3          | 0          | 0          | 0          | 0          | 2          | 9    | 6    | 1.500 | 326    | 303    | 1.076  |
| 4   | Trinidad e Tobago | 6   | 5     | 2     | 3     | 2          | 0          | 0          | 0          | 0          | 3          | 6    | 9    | 0.667 | 298    | 342    | 0.871  |
| 5   | México            | 3   | 5     | 1     | 4     | 0          | 1          | 0          | 0          | 0          | 4          | 3    | 13   | 0.231 | 290    | 370    | 0.784  |
| 6   | Costa Rica        | 0   | 5     | 0     | 5     | 0          | 0          | 0          | 0          | 1          | 4          | 1    | 15   | 0.067 | 221    | 390    | 0.567  |

Resultados
| 18 de junho de 2010 15:00 P2P3 | Peru     | 0 — 3             | Estados Unidos | Gimnasio del Centro de Alto Rendimento, Tijuana Público: 500 Árbitro(s): VEN Elvis Zamora DOM Yury Ramirez |
| 18 de junho de 2010 15:00 P2P3 | 25 22 17 | Set 1 Set 2 Set 3 | 27 25          | Gimnasio del Centro de Alto Rendimento, Tijuana Público: 500 Árbitro(s): VEN Elvis Zamora DOM Yury Ramirez |

| 18 de junho de 2010 19:05 P2P3 | Porto Rico | 3 — 0             | Costa Rica | Gimnasio Reforma, Rosarito Público: 175 Árbitro(s): CUB Frank Medina BRA Paulo Beal |
| 18 de junho de 2010 19:05 P2P3 | 25         | Set 1 Set 2 Set 3 | 13 15 19   | Gimnasio Reforma, Rosarito Público: 175 Árbitro(s): CUB Frank Medina BRA Paulo Beal |

| 18 de junho de 2010 20:40 P2P3 | México   | 0 — 3             | Trinidad e Tobago | Gimnasio del Centro de Alto Rendimento, Tijuana Público: 3 400 Árbitro(s): ARG Luís Salazar CAN Scott Dziewirz |
| 18 de junho de 2010 20:40 P2P3 | 21 15 23 | Set 1 Set 2 Set 3 | 25                | Gimnasio del Centro de Alto Rendimento, Tijuana Público: 3 400 Árbitro(s): ARG Luís Salazar CAN Scott Dziewirz |

| 19 de junho de 2010 15:00 P2P3 | Estados Unidos | 3 —0              | Porto Rico | Gimnasio del Centro de Alto Rendimento, Tijuana Público: 900 Árbitro(s): BRA Paulo Beal CUB Frank Medina |
| 19 de junho de 2010 15:00 P2P3 | 25             | Set 1 Set 2 Set 3 | 13 17 14   | Gimnasio del Centro de Alto Rendimento, Tijuana Público: 900 Árbitro(s): BRA Paulo Beal CUB Frank Medina |

| 19 de junho de 2014 16:00 [1.pdf P2]P3 | Costa Rica | 0 — 3             | Trinidad e Tobago | Gimnasio Reforma, Rosarito Público: 100 Árbitro(s): USA Julie Voeck VEN Elvis Zamora |
| 19 de junho de 2014 16:00 [1.pdf P2]P3 | 15 22 21   | Set 1 Set 2 Set 3 | 25                | Gimnasio Reforma, Rosarito Público: 100 Árbitro(s): USA Julie Voeck VEN Elvis Zamora |

| 19 de junho de 2010 19:20 P2P3 | Peru | 3 — 0             | México  | Gimnasio del Centro de Alto Rendimento, Tijuana Público: 1 500 Árbitro(s): CAN Scott Dziewirz DOM Yury Ramirez |
| 19 de junho de 2010 19:20 P2P3 | 25   | Set 1 Set 2 Set 3 | 17 7 21 | Gimnasio del Centro de Alto Rendimento, Tijuana Público: 1 500 Árbitro(s): CAN Scott Dziewirz DOM Yury Ramirez |

| 20 de junho de 2010 15:00 P2P3 | Porto Rico | 0 — 3             | Peru | Gimnasio del Centro de Alto Rendimento, Tijuana Público: 2 500 Árbitro(s): DOM Yury Ramirez ARG Luis Salazar |
| 20 de junho de 2010 15:00 P2P3 | 21 22 14   | Set 1 Set 2 Set 3 | 25   | Gimnasio del Centro de Alto Rendimento, Tijuana Público: 2 500 Árbitro(s): DOM Yury Ramirez ARG Luis Salazar |

| 20 de junho de 2010 18:00 P2P3 | Estados Unidos | 3 — 0             | Trinidad e Tobago | Gimnasio Reforma, Rosarito Público: 253 Árbitro(s): PER Walter Veras BRA Paulo Beal |
| 20 de junho de 2010 18:00 P2P3 | 25             | Set 1 Set 2 Set 3 | 17 9 11           | Gimnasio Reforma, Rosarito Público: 253 Árbitro(s): PER Walter Veras BRA Paulo Beal |

| 20 de junho de 2010 19:40 P2P3 | Costa Rica | 1 — 3                   | México   | Gimnasio del Centro de Alto Rendimento, Tijuana Público: 1 200 Árbitro(s): CUB Frank Medina VEN Elvis Zamora |
| 20 de junho de 2010 19:40 P2P3 | 17 25 14   | Set 1 Set 2 Set 3 Set 4 | 25 15 25 | Gimnasio del Centro de Alto Rendimento, Tijuana Público: 1 200 Árbitro(s): CUB Frank Medina VEN Elvis Zamora |

| 21 de junho de 2010 15:00 P2P3 | Trinidad e Tobago | 0 — 3             | Peru | Gimnasio del Centro de Alto Rendimento, Tijuana Público: 300 Árbitro(s): CAN Scott Dziewirz CUB Frank Medina |
| 21 de junho de 2010 15:00 P2P3 | 18 23 15          | Set 1 Set 2 Set 3 | 25   | Gimnasio del Centro de Alto Rendimento, Tijuana Público: 300 Árbitro(s): CAN Scott Dziewirz CUB Frank Medina |

| 21 de junho de 2010 18:17 P2P3 | Estados Unidos | 3 — 0             | Costa Rica | Gimnasio Reforma, Rosarito Público: 118 Árbitro(s): BRA Paulo Beal ARG Luís Salazar |
| 21 de junho de 2010 18:17 P2P3 | 25             | Set 1 Set 2 Set 3 | 11 10 2    | Gimnasio Reforma, Rosarito Público: 118 Árbitro(s): BRA Paulo Beal ARG Luís Salazar |

| 21 de junho de 2010 19:30 P2P3 | México   | 0 — 3             | Porto Rico | Gimnasio del Centro de Alto Rendimento, Tijuana Público: 3 000 Árbitro(s): DOM Yury Ramirez PER Walter Veras |
| 21 de junho de 2010 19:30 P2P3 | 22 14 15 | Set 1 Set 2 Set 3 | 25         | Gimnasio del Centro de Alto Rendimento, Tijuana Público: 3 000 Árbitro(s): DOM Yury Ramirez PER Walter Veras |

| 22 de junho de 2010 15:00 P2P3 | Costa Rica | 0 — 3             | Peru | Gimnasio del Centro de Alto Rendimento, Tijuana Público: 200 Árbitro(s): CAN Scott Dziewirz USA Julie Voeck |
| 22 de junho de 2010 15:00 P2P3 | 7 9        | Set 1 Set 2 Set 3 | 25   | Gimnasio del Centro de Alto Rendimento, Tijuana Público: 200 Árbitro(s): CAN Scott Dziewirz USA Julie Voeck |

| 22 de junho de 2010 18:00 P2P3 | Porto Rico | 3— 0              | Trinidad e Tobago | Gimnasio Reforma, Rosarito Público: 178 Árbitro(s): PER Walter Veras DOM Yuri Ramirez |
| 22 de junho de 2010 18:00 P2P3 | 25         | Set 1 Set 2 Set 3 | 18 19 18          | Gimnasio Reforma, Rosarito Público: 178 Árbitro(s): PER Walter Veras DOM Yuri Ramirez |

| 22 de junho de 2010 19:10 P2P3 | Estados Unidos | 3— 0              | México   | Gimnasio del Centro de Alto Rendimento, Tijuana Público: 2 500 Árbitro(s): PUR Josmer Pérez BRA Paulo Beal |
| 22 de junho de 2010 19:10 P2P3 | 25             | Set 1 Set 2 Set 3 | 14 16 15 | Gimnasio del Centro de Alto Rendimento, Tijuana Público: 2 500 Árbitro(s): PUR Josmer Pérez BRA Paulo Beal |

## Classificação do 5º ao 10º lugares
Resultados
| 24 de junho de 2010 19:10 P2P3 | México   | 0 — 3             | Brasil | Gimnasio del Centro de Alto Rendimento, Tijuana Público: 800 Árbitro(s): PER Walter Veras PUR Josmer Pérez |
| 24 de junho de 2010 19:10 P2P3 | 11 10 23 | Set 1 Set 2 Set 3 | 25     | Gimnasio del Centro de Alto Rendimento, Tijuana Público: 800 Árbitro(s): PER Walter Veras PUR Josmer Pérez |

| 24 de junho de 2010 18:00 P2P3 | Trinidad e Tobago | 0 — 3             | Canadá | Gimnasio Reforma, Rosarito Público: 146 Árbitro(s): USA Juie Voeck CUB Frank Medina |
| 24 de junho de 2010 18:00 P2P3 | 19 18 15          | Set 1 Set 2 Set 3 | 25     | Gimnasio Reforma, Rosarito Público: 146 Árbitro(s): USA Juie Voeck CUB Frank Medina |

## Quartas de final
Resultados
| 24 de junho de 2010 17:00 P2P3 | Peru  | 3 — 1                   | Argentina   | Gimnasio del Centro de Alto Rendimento, Tijuana Público: 800 Árbitro(s): BRA Paulo Beal VEN Elvis Zamora |
| 24 de junho de 2010 17:00 P2P3 | 16 25 | Set 1 Set 2 Set 3 Set 4 | 25 17 18 21 | Gimnasio del Centro de Alto Rendimento, Tijuana Público: 800 Árbitro(s): BRA Paulo Beal VEN Elvis Zamora |

| 24 de junho de 2010 15:00 P2P3 | República Dominicana | 3 — 0             | Porto Rico | Gimnasio del Centro de Alto Rendimento, Tijuana Público: 500 Árbitro(s): MEX Daniel González TTO Brian Charles |
| 24 de junho de 2010 15:00 P2P3 | 25                   | Set 1 Set 2 Set 3 | 21 23      | Gimnasio del Centro de Alto Rendimento, Tijuana Público: 500 Árbitro(s): MEX Daniel González TTO Brian Charles |

## Nono lugar
Resultado
| 25 de junho de 2010 15:00 P2P3 | México      | 3—1                     | Trinidad e Tobago | Gimnasio del Centro de Alto Rendimento, Tijuana Público: 200 Árbitro(s): ARG Luís Salazar USA Juie Voeck |
| 25 de junho de 2010 15:00 P2P3 | 25 18 25 26 | Set 1 Set 2 Set 3 Set 4 | 21 25 21 24       | Gimnasio del Centro de Alto Rendimento, Tijuana Público: 200 Árbitro(s): ARG Luís Salazar USA Juie Voeck |

## Classificação do 5º ao 8º lugares
Resultados
| 25 de junho de 2010 18:37 P2P3 | Canadá     | 2 — 3                         | Argentina   | Gimnasio Reforma, Rosarito Público: 151 Árbitro(s): DOM Yury Ramirez MEX Daniel González |
| 25 de junho de 2010 18:37 P2P3 | 20 22 25 8 | Set 1 Set 2 Set 3 Set 4 Set 5 | 25 21 23 15 | Gimnasio Reforma, Rosarito Público: 151 Árbitro(s): DOM Yury Ramirez MEX Daniel González |

| 25 de junho de 2010 16:00 P2P3 | Brasil         | 2 — 3                         | Porto Rico     | Gimnasio Reforma, Rosarito Público: 117 Árbitro(s): VEN Elvis Zamora CUB Frank Medina |
| 25 de junho de 2010 16:00 P2P3 | 21 25 22 25 12 | Set 1 Set 2 Set 3 Set 4 Set 5 | 25 19 25 17 15 | Gimnasio Reforma, Rosarito Público: 117 Árbitro(s): VEN Elvis Zamora CUB Frank Medina |

## Semifinais
Resultado
| 25 de junho de 2010 19:00 P2P3 | Estados Unidos | 1—3                     | República Dominicana | Gimnasio del Centro de Alto Rendimento, Tijuana Público: 3 000 Árbitro(s): TTO Brian Charles PUR Josmer Pérez |
| 25 de junho de 2010 19:00 P2P3 | 25 23 22 16    | Set 1 Set 2 Set 3 Set 4 | 22 25                | Gimnasio del Centro de Alto Rendimento, Tijuana Público: 3 000 Árbitro(s): TTO Brian Charles PUR Josmer Pérez |

| 25 de junho de 2010 17:15 P2P3 | Cuba  | 0 — 3             | Peru | Gimnasio del Centro de Alto Rendimento, Tijuana Público: 1 000 Árbitro(s): CRC Marvin Mora CAN Scott Dziewirz |
| 25 de junho de 2010 17:15 P2P3 | 18 23 | Set 1 Set 2 Set 3 | 25   | Gimnasio del Centro de Alto Rendimento, Tijuana Público: 1 000 Árbitro(s): CRC Marvin Mora CAN Scott Dziewirz |

## Sétimo lugar
Resultado
| 26 de junho de 2010 13:00 P2P3 | Canadá   | 3—1                     | Brasil      | Gimnasio del Centro de Alto Rendimento, Tijuana Público: 500 Árbitro(s): CRC Marvin Mora PER Walter Veras |
| 26 de junho de 2010 13:00 P2P3 | 25 11 25 | Set 1 Set 2 Set 3 Set 4 | 18 25 14 22 | Gimnasio del Centro de Alto Rendimento, Tijuana Público: 500 Árbitro(s): CRC Marvin Mora PER Walter Veras |

## Quinto lugar
Resultado
| 26 de junho de 2010 15:07 P2P3 | Argentina | 3—0               | Porto Rico | Gimnasio del Centro de Alto Rendimento, Tijuana Público: 200 Árbitro(s): VEN Elvis Zamora CAN Scott Dziewirz |
| 26 de junho de 2010 15:07 P2P3 | 25        | Set 1 Set 2 Set 3 | 23 21 16   | Gimnasio del Centro de Alto Rendimento, Tijuana Público: 200 Árbitro(s): VEN Elvis Zamora CAN Scott Dziewirz |

## Terceiro lugar
Resultado
| 26 de junho de 2010 17:00 P2P3 | Estados Unidos | 3— 0              | Cuba     | Gimnasio del Centro de Alto Rendimento, Tijuana Público: 3 000 Árbitro(s): DOM Yury Ramirez BRA Paulo Beal |
| 26 de junho de 2010 17:00 P2P3 | 25             | Set 1 Set 2 Set 3 | 15 20 17 | Gimnasio del Centro de Alto Rendimento, Tijuana Público: 3 000 Árbitro(s): DOM Yury Ramirez BRA Paulo Beal |

## Final
Resultado
| 26 de junho de 2010 19:00 P2P3 | República Dominicana | 3— 0              | Peru     | Gimnasio del Centro de Alto Rendimento, Tijuana Público: 2 000 Árbitro(s): PUR Josmer Pérez MEX Daniel Gonz[alez |
| 26 de junho de 2010 19:00 P2P3 | 25 30 25             | Set 1 Set 2 Set 3 | 17 28 22 | Gimnasio del Centro de Alto Rendimento, Tijuana Público: 2 000 Árbitro(s): PUR Josmer Pérez MEX Daniel Gonz[alez |